# Тайра-но Масакадо
Та́йра-но Масака́до (яп. 平 将門, прибл. 903 — 25 марта 940) — японский полководец и политический деятель периода Хэйан. Сын Тайры-но Ёсимоти, внук Тайры-но Такамоти. Прозвище — Сома Кодзиро (яп. 相馬小二郎). Один из организаторов антиправительственного восстания Дзёхэй — Тэнгё 935—941 годов.

## Биография
Тайра-но Масакадо был правителем родовых земель Тайра в провинции Симоса региона Канто в Восточной Японии. Из-за земельной ссоры он убил своего дядю Тайра-но Куника в 935 году, чем вступил в вооружённый конфликт с другими родственниками. Масакадо также позволил втянуть себя во внутреннюю борьбу земельной знати других родов, что привело к формированию в Канто антимасакадовской оппозиции. В результате серий успешных походов против её лидеров Масакадо захватил вражеские земли, а также уничтожил государственные провинциальные администрации провинций Харима, Кодзукэ и Симоцукэ, на которые опирались его противники.
Захватив контроль над большей частью региона Канто и имея поддержку местных самураев, он решил основать независимое государство и пошёл на неслыханный в японской истории шаг, провозгласив себя Новым Императором (яп. 新皇, синно). Масакадо заложил свою столицу в местности Иваи уезда Сасима провинции Симоса. Он также сформировал чиновничий аппарат и министерства из своих подчинённых.
В 940 году японское центральное правительство направило карательную армию против Масакадо под командованием лидеров кантосской знати: Тайры-но Садамори и Фудзивары-но Хидэсато. Они имели численное преимущество над армией местных самураев и разбили их. Масакадо погиб в бою. Его голову отвезли в японскую столицу и выставили на всеобщее обозрение. После того как его голова была захоронена, появились люди утверждавшие, что видели, как голова покойного летала. Когда спустя почти 400 лет в Токио разразилась чума, её также приписали мстительному духу Масакадо.